# Leichtathletik-Europameisterschaften 2010/Teilnehmer (Rumänien)
Rumänien meldete 33 Sportler, davon zwölf Männer und 21 Frauen, für die Leichtathletik-Europameisterschaften 2010 vom 27. Juli bis zum 1. August in Barcelona.
| Wettbewerb        | Männer                                                     | Frauen                                                                      |
| ----------------- | ---------------------------------------------------------- | --------------------------------------------------------------------------- |
| 100 m             | Cătălin Cîmpeanu (Keine Teilnahme)                         | Andreea Ogrezeanu (25. Platz)                                               |
| 200 m             |                                                            | Andreea Ogrezeanu (19. Platz)                                               |
| 400 m             | Cătălin Cîmpeanu                                           |                                                                             |
| 800 m             | Cristian Vorovenci                                         |                                                                             |
| 1500 m            |                                                            | Liliana Bărbulescu                                                          |
| 5000 m            |                                                            | Roxana Barca                                                                |
| 10.000 m          | Marius Ionescu                                             |                                                                             |
| Marathon          |                                                            | Daniela Cîrlan Lidia Șimon                                                  |
| 3000 m Hindernis  |                                                            | Ancuța Bobocel                                                              |
| 110 m Hürden      | Alexandru Mihailescu                                       |                                                                             |
| 400 m Hürden      | Attila Nagy                                                | Angela Moroșanu                                                             |
| Hochsprung        | Mihai Donisan                                              | Georgiana Zarcan                                                            |
| Weitsprung        |                                                            | Cornelia Deiac Viorica Țigău                                                |
| Dreisprung        | Marian Oprea                                               | Adelina Gavrilă Alina Popescu Carmen Toma                                   |
| Diskuswurf        | Mihai Grasu Sergiu Ursu                                    | Nicoleta Grasu                                                              |
| Hammerwurf        |                                                            | Bianca Perie                                                                |
| Speerwurf         |                                                            | Felicia Țilea-Moldovan Maria Negoiță                                        |
| 20 km Gehen       | Silviu Casandra                                            |                                                                             |
| 4 × 400 m Staffel | Cătălin Cîmpeanu Adrian Dragan Iulian Geambazu Attila Nagy | Anamaria Ioniță Mirela Lavric Angela Moroșanu Bianca Răzor (Adelina Pastor) |